# Theronopus mtitoensis
Theronopus mtitoensis är en insektsart som beskrevs av Webb 1983. Theronopus mtitoensis ingår i släktet Theronopus och familjen dvärgstritar. Inga underarter finns listade i Catalogue of Life.